# Österrikes Grand Prix 1998
Österrikes Grand Prix 1998 var det tionde av 16 lopp ingående i formel 1-VM 1998.

## Rapport
Den ledande Mika Häkkinen jagades av Michael Schumacher, som snurrade av efter ett misslyckat omkörningsförsök och halkade ner till femte plats.
Häkkinen vann loppet före stallkamraten David Coulthard och Schumacher, som tog tredjeplatsen efter mycket möda, och ökade därmed ledningen i VM-tabellen.

## Resultat
1. Mika Häkkinen, McLaren-Mercedes, 10 poäng
2. David Coulthard, McLaren-Mercedes, 6
3. Michael Schumacher, Ferrari, 4
4. Eddie Irvine, Ferrari, 3
5. Ralf Schumacher, Jordan-Mugen Honda, 2
6. Jacques Villeneuve, Williams-Mecachrome, 1
7. Damon Hill, Jordan-Mugen Honda
8. Johnny Herbert, Sauber-Petronas
9. Alexander Wurz, Benetton-Playlife
10. Jarno Trulli, Prost-Peugeot
11. Shinji Nakano, Minardi-Ford
12. Ricardo Rosset, Tyrrell-Ford

### Förare som bröt loppet
- Jos Verstappen, Stewart-Ford (varv 51, motor)
- Esteban Tuero, Minardi-Ford (30, snurrade av)
- Giancarlo Fisichella, Benetton-Playlife (21, kollision)
- Jean Alesi, Sauber-Petronas (21, kollision)
- Heinz-Harald Frentzen, Williams-Mecachrome (16, motor)
- Rubens Barrichello, Stewart-Ford (8, bromsar)
- Pedro Diniz, Arrows (3, kollision)
- Mika Salo, Arrows (1, kollision)
- Olivier Panis, Prost-Peugeot (0, koppling)
- Toranosuke Takagi, Tyrrell-Ford (0, kollision)